# رقص فانتزی
رقص فانتزی یا رقص خیالی (به انگلیسی: Fancy Dance) یک فیلم درام آمریکایی محصول سال ۲۰۲۳ به کارگردانی اریکا ترمبلی (در اولین کارگردانی بلند خود)، بر اساس فیلمنامه‌ای توسط ترمبلی و میسیانا آلیس است. لیلی گلادستون، ایزابل دیروی اولسون و شیا ویگهام در این فیلم بازی می‌کنند.
این فیلم برای اولین بار در جشنواره فیلم ساندنس در ۲۰ ژانویه ۲۰۲۳ به نمایش درآمد. اکران محدود آن در ایالات متحده در ۲۱ ژوئن ۲۰۲۴ آغاز شد، قبل از پخش جریانی در اپل تی‌وی پلاس در ۲۸ ژوئن.

## داستان
در مورد زنی جوان به نام جکس (با بازی لیلی گلادستون) می‌باشد که از زمانی که خواهرش ناپدید شده است، از خواهرزاده‌اش روکی، در اوکلاهما مراقبت می‌کند. حال همان‌طور که جکس برای یافتن خواهر گمشده‌اش تلاش می‌کند، به روکی نیز برای رسیدن به هدف آینده‌اش کمک می‌کند و…

## ساخت
فیلمبرداری اصلی در تولسا، اوکلاهاما انجام شد و در اوت ۲۰۲۲ آغاز شد.

## بازخوردها
- در وب‌سایت جمع‌آوری نقد راتن تومیتوز از رای ۱۲۲ منتقد، با میانگین امتیاز ۷٫۴ از ۱۰ مثبت است.
- در متاکریتیک، که از میانگین وزنی استفاده می‌کند، بر اساس رای ۲۵ منتقد، امتیاز ۷۷ از ۱۰۰ را به فیلم اختصاص داد که نشان‌دهنده نقدهای «عموماً مطلوب» است.